# Gerupura, Malur
Gerupura là một làng thuộc tehsil Malur, huyện Kolar, bang Karnataka, Ấn Độ.